# Osmolindsaea odorata
Osmolindsaea odorata là một loài dương xỉ trong họ Lindsaeaceae. Loài này được Lehtonen & Christenh. mô tả khoa học đầu tiên năm 2010.
Danh pháp khoa học của loài này chưa được làm sáng tỏ. 